# Werner Reimers
Werner Reimers (* 3. August 1888 in Yokohama im Kaiserreich Japan; † 11. Juni 1965 in Freiburg im Breisgau) war ein deutscher Unternehmer, der sich ebenfalls als Stifter und Kunstsammler engagierte.

## Leben und Karriere
Reimers entstammte einer Altonaer Kaufmannsfamilie. Sein Vater war der Überseekaufmann Otto Reimers (1849–1925), der 1874 mit seiner Ehefrau Elisabeth, geb. Muhle, nach Japan gekommen war, um dort für die Versicherungs- und Handelsagentur Paul Heinemann tätig zu werden. In dieser Zeit wurde Reimers in Japan geboren. 1891 kehrte die Familie nach Deutschland zurück, wo sich Reimers Vater mit einer eigenen Handelsfirma selbstständig machte.
Obwohl er eigentlich lieber studieren wollte, folgte Reimers der kaufmännischen Tradition seiner Familie und ging 1907 zurück nach Japan, wo er zunächst für die Handelsfirma H. Ahrens & Co tätig wurde. 1912 übernahm er die Prokura für das Japangeschäft der Firma seines Vaters. Er lebte in Yokohama, Kyoto und Tokio. Während des Ersten Weltkriegs war Reimers die Geschäftstätigkeit in Japan untersagt. Nach Kriegsende wurde das Geschäftsvermögen von der japanischen Regierung weitgehend beschlagnahmt. Um die etwa 5.000 deutschen Kriegsgefangenen, darunter auch Reimers Vater, aus Japan möglichst zügig nach Deutschland zu bringen, nutzte Reimers ab 1919 seine Kontakte, um Frachtschiffe für Passagiertransportdienste zu besorgen und umbauen zu lassen. Für die anschließende Rückführung erhielt er 1920 das Verdienstkreuz für Kriegshilfe. Von 1920 bis 1922 vermittelte Reimers mit einer eigenen Firma Forschungsprojekte bei Kaiser-Wilhelm-Instituten für Bergwerke in Japan, Korea und in der Mandschurei. Im gleichen Jahr kehrte Reimers nach Deutschland zurück.
Nach einer erfolglosen Gründung seiner eigenen Handelsfirma stieß Reimers auf die britische Erfindung eines stufenlosen Getriebes (P.I.V.). Er kaufte das Patent und gründete 1928 in Bad Homburg vor der Höhe eine zunächst englisch-deutsche Getriebefirma. 1931 nahm Reimers die Firma als P.I.V. Antrieb Werner Reimers KG ganz in seinen Besitz. Die Zahl der Mitarbeiter des Unternehmens stieg kontinuierlich während der 1930er Jahre. Die Firma war für die Förderungen sozialer Leistungen der Mitarbeiter bekannt. Die produzierten Getriebe wurden vornehmlich in der Textil-, Nahrungs-, Holz-, Papier, Metall- und Chemieindustrie eingesetzt und die Produktion war ein wichtiger Teil der Kriegswirtschaft. Reimers beantragte am 26. Mai 1937 die Aufnahme in die NSDAP und wurde rückwirkend zum 1. Mai desselben Jahres aufgenommen (Mitgliedsnummer 4.499.300). Er erhielt 1945 ein kurzzeitiges Berufsverbot, wurde aber schließlich als Mitläufer eingestuft und konnte die Firma ab 1948 wieder leiten.
Seit 1960 hieß das Unternehmen PIV Antrieb Werner Reimers GmbH & Co. KG. Bis zu Reimers Tod wuchs die Mitarbeiteranzahl auf 1.800 an und war somit das größte Unternehmen Bad Homburgs. Nach Reimers Tod setzte sich die Erfolgsgeschichte des Unternehmens allerdings nicht fort und so wurde die Firma 2001 von einer italienischen Unternehmensgruppe gekauft.

## Reimers als Stifter und Kunstsammler
Bereits in jungen Jahren hatte Reimers das Ziel, Kunst und Wissenschaft zu fördern, weiterhin interessierte er sich für die Erforschung der Entstehung des Menschen. Da ihm aufgrund seiner beruflichen Tätigkeit die Zeit für eigene Forschungen fehlte, setzte er sein Vermögen zur Unterstützung von Forschungsvorhaben und zum Sammeln von Forschungsobjekten ein.
Bereits 1935 wurde er Mitglied der Senckenberg Gesellschaft für Naturforschung, 1956 wurde er in den Verwaltungsrat der Gesellschaft gewählt, und 1957 wurde ihm die Senckenberg-Medaille verliehen. Mehrere Jahre stand er im Gespräch mit der Gesellschaft, um die Einrichtung einer (paläo)anthropologischen Forschungsabteilung zu finanzieren.
Als Leiter eines erfolgreichen Unternehmens in den Nachkriegsjahren beschloss er daher, eine Stiftung zur Förderung der Wissenschaften der Entstehung der Menschheit ins Leben zu rufen, die eng mit der Senckenberg Gesellschaft verbunden sein sollte. Die Stiftung sollte aus den Gewinnen seiner Firma unterhalten werden, was ab 1968 auch der Fall war.
An seinem 75. Geburtstag, am 3. August 1963, gab Reimers vor der Belegschaft seines Unternehmens die Gründung der Werner Reimers-Stiftung für anthropogenetische Forschung bekannt. Vor seinem Tod konnten aber lediglich die Satzung sowie die Grundlinien für die Fördertätigkeit festgelegt werden.
Entsprechend dieser Grundlinien erwarb die Reimers-Stiftung nach Reimers Tod 1968 eine der bedeutendsten Sammlungen zur Geschichte der Entstehung der Menschheit, die Gustav-Heinrich-Ralph-von-Koenigswald-Sammlung. Die Sammlung bietet eine große Menge an Zeugnissen aus der menschlichen Vorgeschichte, so etwa das ca. 1,5 Millionen Jahre alte Schädeldach Sangiran II, das Koenigswald 1937 bei Ausgrabungen auf Java gefunden hatte. Als Dauerleihgabe an die Senckenberg Gesellschaft wurde sie um weitere Fördermittel ergänzt und bildet seither den Grundstock für die dortige 1965 gegründete Abteilung für Paläoanthropologie. Teile der Sammlung sind im Senckenberg Naturmuseum ausgestellt.
Im Sinne dieser Satzung konzentriert sich die Reimers-Stiftung darauf, zusammen mit dem Museum die Sammlung wissenschaftlich zu erschließen und aufzuarbeiten.
Weiterhin legte Reimers auch eine bedeutende Sammlung an japanischer und chinesischer Kunst an, die Reimers Verbundenheit mit dem ostasiatischen Raum deutlich macht. Der Kernbestand der Sammlung – unter anderem Keramik, Fächerblätter aus dem 15. und 18. Jahrhundert sowie ein chinesischer Steinbuddha aus dem 8. Jahrhundert – ist dem Frankfurter Museum Angewandte Kunst überantwortet. Ein zusätzlicher Akzent der Reimers-Stiftung liegt demnach auch darin, zusammen mit zusätzlichen Partnern, den wissenschaftlichen Dialog zwischen Deutschland und Ostasien zu fördern.
Nach der Auflösung der PIV Antrieb Werner Reimers GmbH & Co. KG verlor die Stiftung zunächst ihre Mittel, konnte die Krise jedoch überdauern und ist bis heute tätig. Stiftungssitz ist Bad Homburg.
In Bad Homburg vor der Höhe und Bad Soden-Salmünster sind Straßen nach Reimers benannt.